# Eulioptera umbilima
Eulioptera umbilima är en insektsart som beskrevs av David R. Ragge 1980. Eulioptera umbilima ingår i släktet Eulioptera och familjen vårtbitare. Inga underarter finns listade i Catalogue of Life.